# Neon (przedsiębiorstwo)
Neon (stylizowany na ekranach jako NEON) – amerykańskie niezależne przedsiębiorstwo zajmujące się dystrybucją i produkcją filmów, założone 13 stycznia 2017 przez Toma Quinna i Toma League’a.
Studio dystrybuowało takie filmy jak m.in. Ingrid wyrusza na zachód, Jestem najlepsza. Ja, Tonya, Bliscy nieznajomi i Parasite.

## Dystrybucja i produkcja
| Data wydania | Tytuł USA                 | Tytuł POL                  | Przypis |
| ------------ | ------------------------- | -------------------------- | ------- |
| 14 maja 2021 | The Killing of Two Lovers | Zabójstwo dwojga kochanków | [ 4 ]   |
| 21 maja 2021 | New Order                 | Nowy porządek              | [ 5 ]   |
| 2021         | Ailey                     | Ailey                      | [ 6 ]   |
| 2021         | Flee                      | Flee                       | [ 7 ]   |
| 2021         | All Light, Everywhere     | All Light, Everywhere      | [ 8 ]   |
| TBA          | Memoria                   | Memoria                    | [ 9 ]   |
| TBA          | Pig                       | Pig                        | [ 10 ]  |
| TBA          | Spencer                   | Spencer                    | [ 11 ]  |
| TBA          | Titane                    | Titane                     | [ 12 ]  |